# Baie de Green Bay
Pour les articles homonymes, voir Green Bay (homonymie).
La baie de Green Bay (anglais : Bay of Green Bay), anciennement baie des Puants à l'époque de la Nouvelle-France, est une baie située sur la rive occidentale du lac Michigan, dans les États du Wisconsin et du Michigan aux États-Unis. Elle fait partie du bassin des Grands Lacs d'Amérique du Nord.

## Géographie

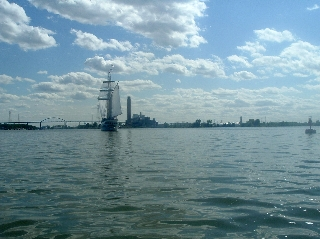
Vue de la baie de Green Bay vers le sud et l'estuaire de la rivière Fox River à Green Bay.

La baie de Green Bay s'étend de la partie sud des côtes de la péninsule supérieure du Michigan vers la côte est de l'état du Wisconsin. Elle est séparée du lac Michigan par les péninsules de Door dans le Wisconsin et de Garden dans le Michigan ainsi que par le chapelet d'îles entre les deux péninsules appartenant à la formation géologique de l'escarpement du Niagara.
La baie s'étend sur une longueur de 193 kilomètres, sur une largeur moyenne variant entre 16 et 32 kilomètres et sa superficie totale est de 4 210 km2.
La ville de Green Bay est situé à l'extrémité sud de la baie, à l'embouchure de la Fox River. Le pont Leo Frigo Memorial Bridge enjambe la rivière à l'endroit où celle-ci rejoint la baie.
Les rives de la baie s'étendent sur le territoire de cinq comtés du Wisconsin, soit les comtés de Brown, Door, Kewaunee, Marinette et Oconto et de deux comtés au Michigan soit les comtés de Delta et de Menominee.

## Histoire

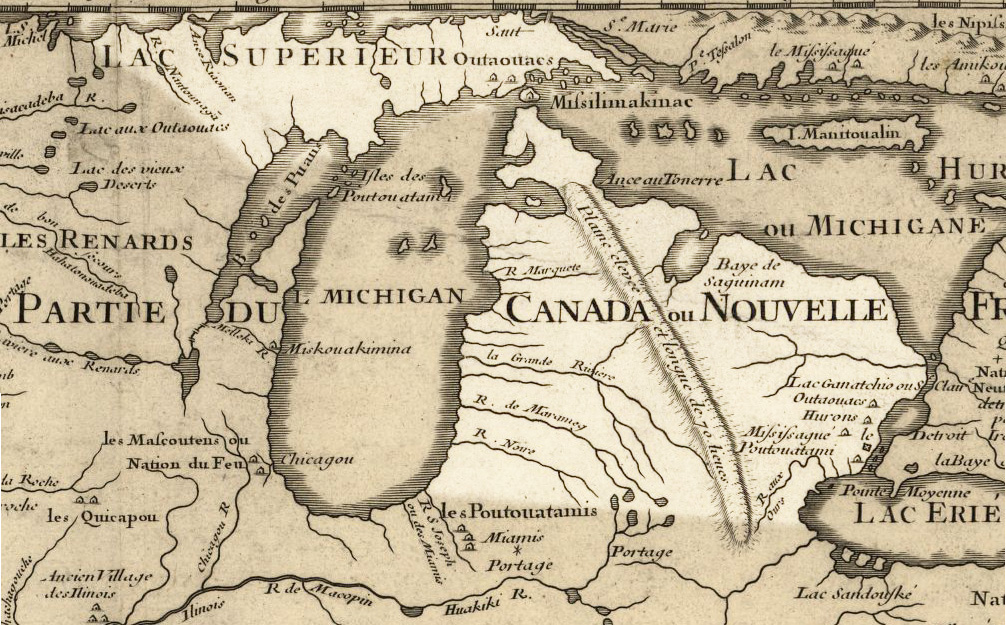
Carte de la région du Michigan avec la baie des Puants à l'époque de la Nouvelle-France par Guillaume Delisle (1718).

Pendant la période du régime français entre 1634 et 1760, elle est appelée « baie des Puants » comme indiqué sur les cartes géographiques françaises des XVIIe et XVIIIe siècles. Ce nom serait lié à la présence d'une algue présente dans l'eau stagnante de la baie. Les guides amérindiens des Français donnaient le nom de « Puants » aux tribus amérindiennes qui vivaient au pourtour de la baie. Par dérivation ce nom fut aussi donné à la baie elle-même, la « baie des Puants », mais servit aussi à identifier l'ensemble de la région pendant la période de la Nouvelle-France.